# グランヴィル鉄道事故

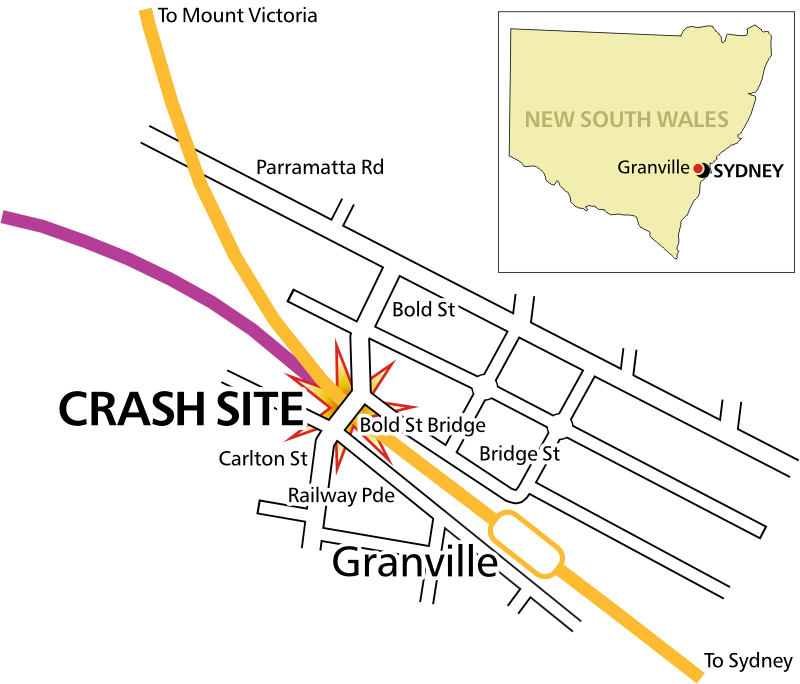
事故発生現場（見取り図）

グランヴィル鉄道事故（グランヴィルてつどうじこ 英語:Granville railway disasterまたはGranville train disaster）は、1977年1月18日、ニューサウスウェールズ州グランヴィル駅 (Granville railway station) 付近において発生した鉄道事故で、オーストラリア最大の鉄道事故である。
この事故は、シティレール (CityRail) ウェスタン・ライン (Western railway line, Sydney) の通勤列車がグランヴィル駅直前で脱線し数百メートル暴走、コンクリート製跨線橋の橋脚をなぎ倒して停止した所へ橋脚を失った橋が自重に耐え切れず落下して車両を押し潰し、死者83人、重軽傷者210人以上を出す大惨事となった。

## 概要
マウント・ヴィクトリア (Mount Victoria railway station) を06時09分に出発した、同駅発シドニー (Sydney railway station) 行の通勤列車は、グランヴィル駅到着直前の08時10分頃、突然編成先頭の機関車の左前輪が脱線し、連結されていた客車も順次脱線した。脱線時の衝撃によって客車の1・2両目を繋ぐ連結器が破壊され、編成から分離した機関車と1両目の客車が線路と直角に交差する形で架橋されていたボールドストリート陸橋の橋脚（鉄筋コンクリート構造）をなぎ倒しながら数百メートル暴走し、機関車と客車の1・2両目は橋を通り抜けた位置で、3・4両目はほぼ橋の真下で、残りの車両は橋の手前でそれぞれ停止した。橋脚に衝突した際の衝撃によって1両目の客車は車体がほぼ半分に裂け、8人の乗客が死亡した。さらに衝突の直後、橋脚を失った橋上構造物（総重量170トン）が自重や橋上の車両の重量に耐え切れず、ほぼそのままの形で直下の3両目後方と4両目前方両上に崩落、乗客もろとも車両を押し潰した結果、3・4両目に乗車した乗客の多数が即死した。
救助作業は難航を極め、車両の損傷が著しかったことに加えて崩落した構造物の除去に手間取ったことから、損傷した客車の車内には生存者が多数存在したものの、事故後長時間にわたって車内に取り残される状況が続いた。また、救出された乗客についても身体の一部が車体などに挟まれ長時間圧迫されていたことから、体内に堆積したカリウムが圧迫から解放されたことによって心臓などへ一気に流れ込み、高カリウム血症を引き起こす挫滅症候群（クラッシュ症候群）を発症したことによる死者も発生した。

## 事故後の対応と原因究明
事故後、ボールドストリート橋は中間に橋脚を用いない形で再建され、同様の形状の橋は橋脚を補強することで対応された。
事故の原因は、「軌道が非常に不安定な状態であったこと（線路の固定強度不足）」であると結論付けられ、線路が正しく固定されていなかったため線路幅が広がり、機関車の左の前輪が脱線したと判断された。また、この固定強度不足については、保線作業工程の手抜きに加えて保線要員の高い離職率が深く関係しているとされた。
その後は鉄道整備費を増額して安全確保の充実を図り、保線作業を厳密に実行しているため、オーストラリア国内では本件以上の事故は発生していない。